# Maestro
För andra betydelser, se Maestro (olika betydelser).
Maestro, femininform maestra, av italienskans maestro 'magister', med samma betydelse, är på många språk ett vanligt tilltalsord till dirigenter.